# Урсула Концетт
Урсула Концетт  (нім. Ursula Konzett, 15 листопада 1959) — ліхтенштейнська гірськолижниця, олімпійська медалістка.

## Виступи на Олімпіадах
| Олімпіада        | Дисципліна         | Місце  |
| ---------------- | ------------------ | ------ |
| Інсбрук 1976     | швидкісний спуск   | 24     |
| Інсбрук 1976     | гігантський слалом | 18     |
| Інсбрук 1976     | слалом             | 11     |
| Лейк-Плесід 1980 | гігантський слалом | участь |
| Лейк-Плесід 1980 | слалом             | участь |
| Сараєво 1984     | гігантський слалом | участь |
| Сараєво 1984     | слалом             | 3      |

## Зовнішні посилання
- Досьє на sport.references.com [Архівовано 25 жовтня 2012 у Wayback Machine.]